# Шамбиоа

Шамбиоа на карте штата.

Шамбиоа (порт. Xambioá) — муниципалитет в Бразилии, входит в штат Токантинс. Составная часть мезорегиона Западный Токантинс. Входит в экономико-статистический микрорегион Арагуаина. Население составляет  11 484 человека на 2010 год. Занимает площадь 1 186,428 км². Плотность населения — 9,68 чел./км².

## Демография
Согласно сведениям, собранным в ходе переписи 2010 г. Национальным институтом географии и статистики (IBGE), население муниципалитета составляет:
| Полное население                               | Полное население                               | Полное население                               | Полное население                               | 11 484 |
| ---------------------------------------------- | ---------------------------------------------- | ---------------------------------------------- | ---------------------------------------------- | ------ |
| в том числе:                                   | Городское население                            | 9 738                                          | Процент городского населения, %                | 84,80  |
|                                                | Сельское население                             | 1 746                                          | Процент сельского населения, %                 | 15,20  |
|                                                | Мужское население                              | 5 907                                          | Процент мужского населения, %                  | 51,44  |
|                                                | Женское население                              | 5 577                                          | Процент женского населения, %                  | 48,56  |
| Плотность населения, чел/км²                   | Плотность населения, чел/км²                   | Плотность населения, чел/км²                   | Плотность населения, чел/км²                   | 9,68   |
| Население муниципалитета в % к населению штата | Население муниципалитета в % к населению штата | Население муниципалитета в % к населению штата | Население муниципалитета в % к населению штата | 0,83   |

По данным оценки 2016 года население муниципалитета составляет 11 709 жителей.

## Статистика
- Валовой внутренний продукт на 2003 составляет 26.298.329,00 реалов (данные: Бразильский институт географии и статистики).
- Валовой внутренний продукт на душу населения на 2003 составляет 2.142,08 реалов (данные: Бразильский институт географии и статистики).
- Индекс развития человеческого потенциала на 2000 составляет 0,653 (данные: Программа развития ООН).

## Важнейшие населенные пункты
| № | Населённый пункт | Населённый пункт (порт.) | Категория | Население чел. (2010) | На карте                       |
| - | ---------------- | ------------------------ | --------- | --------------------- | ------------------------------ |
| 1 | Шамбиоа          | Xambioá                  | город     | 9 738                 | 6°24′42″ ю. ш. 48°31′56″ з. д. |
| 2 | Маншан-ду-Мею    | Manchão do Meio          | поселок   | 186                   | 6°24′38″ ю. ш. 48°30′13″ з. д. |
| 3 | Шапада           | Chapada                  | поселок   | 99                    | 6°25′06″ ю. ш. 48°27′13″ з. д. |